# 1986 w sztukach plastycznych
Wydarzenia w sztukach plastycznych i wizualnych w 1986 roku.

## Wydarzenia
- Powstał Klub Nowej Angielskiej Sztuki[1].
- Mirosław Filonik, Marek Kijewski i Mirosław Bałka utworzyli grupę artystyczną Neue Bieremiennost[2].

## Malarstwo
- Andy Warhol

Ostatnia wieczerza
- Edward Dwurnik

1-majowa manifestacja w górach, z cyklu „Robotnicy” – olej na płótnie, 146x114 cm

## Plakat
- Jan Młodożeniec

plakat do filmu Dawno temu w Ameryce – format B1
- Franciszek Starowieyski

plakat do sztuki teatralnej Die Zofen – format B1

## Rzeźba
- Mirosław Bałka

Zła nowina
Kominek

## Instalacja
- Nam June Paik

Family of Robot: Mother, Family of Robot: Father – monitory, odlewy odbiorników radiowych i telewizyjnych
Family of Robot: Hi tech baby – odlewy odbiorników telewizyjnych, 13 monitorów, aluminiowa konstrukcja
Family Robot: Grandmother, Family of Robot Grandfather – wideo, odlewy odbiorników telewizyjnych i radiowych, monitory

## Nagrody
- Nagroda im. Jana Cybisa – Jerzy Panek
- Nagroda Turnera – Gilbert & George[9]
- Nagroda Oskara Kokoschki – Siegfried Anzinger[10]
- Biennale w Wenecji

Złoty Lew dla artystów – Frank Auerbach i Sigmar Polke
Złoty Lew dla pawilonu – Francja
Duemila Prize dla najlepszego młodego artysty – Nunzio Di Stefano
- 11. Międzynarodowe Biennale Plakatu[12]

Złoty medal w kategorii plakatów ideowych – Takashi Akiyama
Złoty medal w kategorii plakatów promujących kulturę – Rosemarie Tissi
Złoty medal w kategorii plakatów reklamowych – Kyllikki Salminen
- World Press Photo – Frank Fournier[13]

## Urodzili się
- 11 marca – Aleah Chapin, amerykańska malarka

## Zmarli
- Kazimierz Borucki (ur. 1898), artysta malarz, konserwator sztuki
- Bogna Krasnodębska-Gardowska (ur. 1900), polska artystka
- 23 stycznia – Joseph Beuys (ur. 1921), niemiecki artysta, teoretyk sztuki, pedagog
- 7 lutego – Jan Zamoyski (ur. 1901), polski malarz
- 6 marca – Georgia O’Keeffe (ur. 1887) – amerykańska malarka
- 28 marca – Wojciech Czerwosz (ur. 1913), polski rzeźbiarz i medalier
- 22 lipca – Floyd Gottfredson (ur. 1905) – amerykański rysownik komiksowy
- 31 sierpnia – Henry Moore (ur. 1898), angielski rzeźbiarz
- 13 września – Jacques Henri Lartigue (ur. 1894), francuski fotograf i malarz
- 6 grudnia – Eva Bednářová, czeska ilustratorka i graficzka